# Малая Куонамка
Малая Куонамка (Малая Куонашка) — река на северо-западе Якутии в России. Правобережный приток реки Анабар.
Длина реки — 453 км, площадь водосборного бассейна — 24 800 км². Является вторым по длине и площади бассейна притоком Анабара.

## Гидрография
Берёт исток из верхового болота на высоте 375 м на севере Среднесибирского плоскогорья. Течёт по восточной окраине Анабарского плато. В верховьях имеет горный характер, русло узкое, с уклоном 12 ‰. Ниже по течению долина реки расширяется до 0,5-1 км, уклон реки уменьшается до 2,6 ‰. Ширина реки колеблется от 10 до 40 м, глубина в межень 0,5-1 м. Ниже по течению долина расширяется до 2 км. Река меандрирует или относительно прямолинейна; ширина составляет до 180 м; скорость течения 0,6 м/с. Наибольшая глубина на плёсах в межень — 3 м, на перекатах — 0,4-0,8 м. Местность вокруг заболочена, имеется множество озёр-стариц.
Питание в основном снеговое и дождевое. Ледостав с конца сентября по конец мая.
По данным наблюдений с 1943 по 1999 год среднегодовой расход воды в 103 км от устья составляет 95,86 м³/с.
Вода в реке прозрачная, с малым содержанием взвешенных наносов. Минерализация воды в половодье менее 50 мг/л.

## Ихтиофауна
В водах реки обитают хариус, таймень, сиг.

## Притоки
Бассейн насчитывает 49 рек с длиной более 10 км каждая.
Объекты перечислены по порядку от устья к истоку.
- 7,8 км: Торосо
- 20 км: река без названия
- 26 км: Матрёна-Юрэгэ
- 31 км: Курунг-Юрях
- 39 км: Дьукаалка
- 48 км: Юлэгир
- 50 км: Унгуохтаах
- 64 км: Монгус
- 67 км: Атаралаах
- 79 км: Маспакы
- 84 км: Сугулаан-Юрэх
- 86 км: Оччугуй-Юлэгир
- 106 км: Делинде
- 115 км: Юлэгир-Юрэх
- 116 км: Эмээхсин
- 117 км: река без названия
- 123 км: Эмээхсин
- 129 км: река без названия
- 139 км: Алыы-Тюбэ
- 150 км: Сюянга
- 151 км: река без названия
- 154 км: Дюнгюрдээх
- 159 км: Муохтаах-Юрэгэ
- 160 км: река без названия
- 169 км: Усумун
- 175 км: Николай-Агатын
- 191 км: река без названия
- 191 км: Чиэкидимил
- 200 км: река без названия
- 211 км: Онгхой
- 220 км: Юлэгир
- 224 км: река без названия
- 234 км: Лучакаан
- 235 км: Дама-Лыхчан
- 243 км: Унчуохтаах
- 252 км: река без названия
- 269 км: Бустур
- 285 км: Биригиндэ
- 295 км: Юлэгир-Чараас
- 298 км: Кураанах
- 302 км: Мюнюсээх
- 353 км: река без названия
- 366 км: река без названия
- 373 км: Эрэ-Кураанах
- 389 км: река без названия
- 394 км: река без названия
- 402 км: река без названия
- 404 км: Стааннаах
- 427 км: река без названия